# Nikolai Luzin
  Nikolai Luzin  (rus: Николай Николаевич Лузин)  (Irkutsk, 9 de desembre de 1883 - Moscou, 25 de febrer de 1950) va ser un matemàtic rus.

## Vida i Obra
Luzin va nàixer a Irkutsk, però el seu pare, que era comerciant, es va traslladar amb la família a Tomsk, on Luzin va fer els estudis secundaris, duarnt els quals no va demostrar cap talent especial per les matemàtiques. Durant els primers seus anys universitaris va seguir dubtant entre les matemàtiques, la medicina i la teologia. El 1901, després de vendre el negoci, la família es va tornat a traslladar a Moscou, on Luzin va començar els estudis universitaris, però en perdre el seu pare tots el seus estalvis en operacions de borsa, va haver de viure de rellogat a casa d'una vídua, amb la filla de la qual acabaria casant-se.
Luzin es va graduar a la universitat de Moscou el 1905. Però els anys següents, fins al 1908 i a causa de la revolució russa de 1905, va patir una forta crisi psicològica que el va portar a pensar en el suïcidi. Un dels seus professors, Dmitri Iegórov, el va convèncer d'anar a París per ampliar estudis. Va ser, sobre tot, gràcies a la seva amistat amb el seu col·lega d'estudis Pavel Florenski que va aconseguir superar la crisi. Finalment, el 1910, va anar a la universitat de Göttingen on va estudiar amb Edmund Landau i va publicar el seu primer article. El 1912 va tornar a París i el maig del 1914 va retornar a Moscou, on es va posar a treballar en la seva tesi per la qual va obtenir el doctorat el 1915.
Durant la dècada següent, juntament amb el seu antic professor Egorov, va desenvolupar un seminari que va ser la principal força creativa que va determinar la recerca matemàtica a Moscou. Entre els seus deixebles, coneguts com els lusitans, es compten la majoria dels grans matemàtics russos de la primera meitat del segle xx. El 1929 va ser escollit membre de ple dret de l'Acadèmia Soviètica de Ciències i el 1935 va ser nomenat president del grup de matemàtiques de l'Acadèmia.
El 3 de juliol de 1936, la seva carrera acadèmica es va veure interrompuda bruscament quan un article, aparegut a Pravda, l'acusava de deshonestedat científica i de traïció als principis soviètics per publicar els seus articles a l'estranger i en llengües estrangeres. Malgrat l'enèrgica defensa dels seus col·legues Aleksei Krilov i Serguei Bernstein va ser considerat culpable en el procés que se li va obrir, en el qual van sorgir acusacions dels seus propis deixebles. Finalment, Luzin va perdre la seva posició preeminent, va ser substituït pel seu deixeble Andrei Kolmogórov, però no va ser expulsat de l'Acadèmia de Ciències. A partir d'aquest moment, tots els científics russos van començar a escriure només en rus i a publicar només a revistes russes.
Els darrers anys de la seva vida van ser complicats: va treballar pel Servei Forestal de Moscou i pel TsAGI, però no va tenir cap lloc de la rellevància que havia tingut anteriorment.